# Liste der Burgen und Schlösser in Wuppertal
Die Liste der Burgen und Schlösser in Wuppertal ist eine Aufstellung aller mittelalterlichen Adelssitze, Burgen und Festungen auf dem heutigen Stadtgebiet Wuppertals. Nicht aufgeführt sind Zier- und Nachbauten, die nie als Wohngebäude oder zur Verteidigung genutzt wurden.

## Burgen, Schlösser und Adelssitze
| Bezeichnung               | Funktion | Erhaltungszustand |
| ------------------------- | --- | --- |
| Burg Elberfeld            | Zuerst fränkischer Tafelhof, später Amtssitz des Bergischen Amtes Elberfeld                                   | Archäologischer Nachweis der Grundmauern im Mai 2010; möglicherweise Reste des Kellergewölbes unter neuzeitlicher Bebauung |
| Burg Beyenburg            | Amtssitz des Bergischen Amtes Beyenburg, Herzogsresidenz                                                      | Burgstall und Stützmauern                                                                                                  |
| Ringwallanlage Burggraben | Frühmittelalterliche Ringwallburg auf einem Bergsporn                                                         | Reste von Erdwällen und Gräben                                                                                             |
| Schloss Lüntenbeck        | Niederungsburg als Rittersitz (Gerresheimer Lehen), später Umbau zum Schloss, auch als Wasserburg beschrieben | Vollständig erhalten |
| Rittergut Schöller        | Hochmittelalterliche Niederungsburg als Rittersitz                                                            | Wehrturm erhalten |
| Rittergut Hammerstein     | Spätmittelalterlicher Adelssitz (Bergisches Lehen)                                                            | Keine Erhaltung, im 19. Jahrhundert überbaut                                                                               |
| Haus Rauental             | Spätmittelalterliche Wasserburg als Adelssitz                                                                 | Keine Erhaltung |
| Steinhaus                 | Befestigter hochmittelalterlicher Oberhof mit Wehrturm                                                        | Vermutlich Grundmauern unter neuerer Bebauung                                                                              |
| Burg Engelnberg           | Frühmittelalterliche Wallburg, Existenz nicht nachweislich gesichert                                          | Keine Erhaltung |
| Wallburg in Sonnborn      | Frühmittelalterliche Wallburg, Existenz nicht nachweislich gesichert. Um 1930 mit einem Sportplatz überbaut   | Keine Erhaltung |
| Rittergut Varresbeck      | Adligers Rittergut                                                                                            | Transloziert in das Freilichtmuseum Gut Hungenbach                                                                         |
| Rittergut Buchenhofen     | Rittergut (Gräfrather Lehen)                                                                                  | Keine Erhaltung, Status als Rittergut fraglich                                                                             |

## Weitere Wehranlagen
| Funktion | Erhaltungszustand |
| --- | --- |
| Die Elberfelder und die Barmer Linie der Bergischen Landwehr | Kurze Teileabschnitte der durchgehenden Wall-/Grabenanlagen sind in den Wäldern noch erhalten, teilweise als Bodendenkmal unter Schutz stehend. |
| Die Herkunft des Namens der Straße „Am Thurn“ im Ortsteil Sonnborn stammt von einem bereits im 14. Jahrhundert erwähnten Wehrturm, der die bäuerliche Bevölkerung in Not- und Kriegszeiten als Zufluchtsort diente und zu einem Lüntenbecker Hofesgut gehörte. | Keine Erhaltung |
| Zum Hof Klingelholl in Barmen gehörte ein Bauernturm. | Mauern erhalten |
| Zum Hof Schwabhausen in Cronenberg gehörte ein Bauernturm. | |
| Ein ehemaliger Steingaden (= Schutzturm) ist in Jesinghausen erhalten. | Wird mit seinen Aufbauten als Wohngebäude genutzt                                                                                               |
| Einer von vier Höfen in Heckinghausen hieß 1579 „Hamman im Bergfried“; dies lässt auf einen Bergfried schließen. | Keine Erhaltung |
| Die Horather Schanze, Mittelalterliche Schanzanlage | Keine Erhaltung |